# أحمد العطار (لاعب كرة يد)

أحمد العطار  (مواليد 13 أبريل 1967) هو لاعب كرة يد معتزل مصري، شارك مع منتخب مصر في أولمبياد 1992 و1996.

## وصلات خارجية
- أحمد العطار (لاعب كرة يد) على موقع الاتحاد الأوروبي لكرة اليد (الإنجليزية)
- أحمد العطار (لاعب كرة يد) على موقع أوليمبيديا (الإنجليزية)